# Гасавеј (Западна Вирџинија)
Гасавеј (енгл. Gassaway) град је у америчкој савезној држави Западна Вирџинија.

## Демографија
По попису из 2010. године број становника је 908, што је 7 (0,8%) становника више него 2000. године.
| Група             | 2000.       | 2010.       |
| Белци             | 878 (97,4%) | 894 (98,5%) |
| Афроамериканци    | 5 (0,6%)    | 1 (0,1%)    |
| Азијати           | 0 (0,0%)    | 3 (0,3%)    |
| Хиспаноамериканци | 9 (1,0%)    | 1 (0,1%)    |
| Укупно            | 901         | 908         |